# 마쓰나가촌 (니가타현)
마쓰나가촌(松長村)은 니가타현 니시칸바라군에 있던 촌이다.

## 역사
- 1889년 4월 1일 - 정촌제 시행에 의해 니시칸바라군 마쓰나가촌이 성립하였다.
- 1954년 3월 31일 - 쓰바메정，고이케촌, 고나카가와촌과 합병, 시로 승격해 쓰바메시가 되어 소멸하였다.
- 1954년 7월 7일 - 쓰바메시의 일부와 도조촌, 고요시촌이 합병해, 구 마쓰나가촌의 일부는  나카노쿠치촌이 되었다.

## 참고문헌
- 『市町村名変遷辞典』東京堂出版、1990年。